# Something for Kate
Something for Kate, également abrégé SFK, est un groupe de rock alternatif australien, de Melbourne, Victoria. Le groupe se compose du compositeur, chanteur et guitariste Paul Dempsey, du batteur Clint Hyndman et de la bassiste Stephanie Ashworth. Le groupe compte au total six albums studio albums : Elsewhere for 8 Minutes (1997), Beautiful Sharks (1999), Echolalia (2001), The Official Fiction (2003), Desert Lights (2006), et Leave Your Soul to Science (2012). Le groupe est nommé à onze reprises aux ARIA Music Awards.

## Biographie

### Débuts (1994–1997)
Something for Kate est formé en 1994 à Melbourne par Julian Carroll à la basse, Paul Dempsey à la guitare et au chant, et Clint Hyndman à la batterie. Dempsey et Hyndman sont amis depuis le Padua College, Mornington Peninsula ; Carroll répond avec succès à leur petite annonce. À leurs débuts, ils utilisaient le nom El Presidentè. Le trio joue son premier concert le 13 septembre 1994 au Punter's Club de Melbourne, changeant de nom pour Fish of the Day sous les conseils de leur attaché de presse, Richard Moffat,. Dempsey explique que le nouveau nom du groupe s'inspirait de sa chienne, Kate – il laissera une note précisant qu'il était parti chercher « quelque chose pour Kate » (Something for Kate),. Quant à la chienne, la mère de Dempsey vendra Kate, le Jack Russell de la famille, « ils m'ont dit qu'elle avait fuguée... Je crois qu'ils en avaient marre de la voir traverser la clôture. Ma maman l'a laissé fuir un an plus tard. »
Something for Kate publie un premier EP de sept titres, intitulé ....The Answer to Both Your Questions, en mai 1996,. Il est produit par Greg Atkinson et apparait en CD et mini-LP décoratif. Entre août et septembre la même année, ils entreprennent la tournée Unipaloser des universités nationales avec leurs collègues de labels Jebediah et Bluebottle Kiss. En octobre, ils suivent avec un single, Dean Martin aussi produit par Atkinson, qui est joué sur les ondes par Triple J. Un EP cinq titres en édition  limitée, Intermission, spécialement pour gauchers, est publié en mars 1997, et devient rapidement un objet de collection,,.
En février 1997, le groupe enregistre son premier album, Elsewhere for 8 Minutes (juillet 1997), aux York St Studios d'Auckland avec le producteur Brian Paulson, qui fait participer Wilco et Slint,,. Carroll, qui s'est marié, quitte le groupe pour aller vivre à la campagne, mais accepte de rester pour les sessions ; il est replaced à la basse par Toby Ralph (ex-Lobtailing),. Greg Lawrence du site web WHAMMO décrit l'album de « glorieux ».
Un single, Captain (Million Miles an Hour), est publié en mai 1997. Il est diffusé par Triple J, qui le 39e place de leur liste Hottest 100 for that year,. Rapidement, le groupe grandit et tourne intensément dans de nombreux festivals,,.

### DeHarpoonàBeautiful Sharks(1998–2000)
Après près d'un an avec Something for Kate, Ralph est remplacé par Stephanie Ashworth du groupe Sandpit,,. En juin 1998, Something for Kate publie un autre single, Roll Credit, qui comprend une reprise leur chanson Clint par Jebediah, et la reprise de Harpoon par SFK. Murmur publie aussi un single/EP split double-7" avec les deux versions de Harpoon en un disque, et les deux versions de Clint sur l'autre.
En 1998, Dempsey lance un projet parallèle, Scared of Horses, pour la sortie d'un album solo, An Empty Flight, en novembre. Il coécrit avec d'autres artistes comme Ashworth, Jamie Hutchings de Bluebottle Kiss, Laura Macfarlane de Ninetynine, Andria Prudente d'Arrosa, Glenn Richards d'Augie March et Heinz Riegler de Not from There.
À la fin 1998, le groupe traverse Toronto pour répéter et enregistrer un deuxième album, Beautiful Sharks, encore une fois avec Paulson à la production,. Ashworth et Dempsey coécriront la moitié de l'album. Il est publié en juin, et atteint la dixièm place de l'ARIA Albums Chart, puis est certifié disque d'or par l'ARIA pour 35 000 exemplaires vendus, en 2001,.
En 1999, leur deuxième album, Beautiful Sharks, est nommé pour deux prix ARIA alors qu'en 2001, leur troisième album, Echolalia, est nommé pour six de ces prix et obtint la cote du double platine en termes de ventes.

### DeOfficial Fictionaux années Murmur (2002–2008)

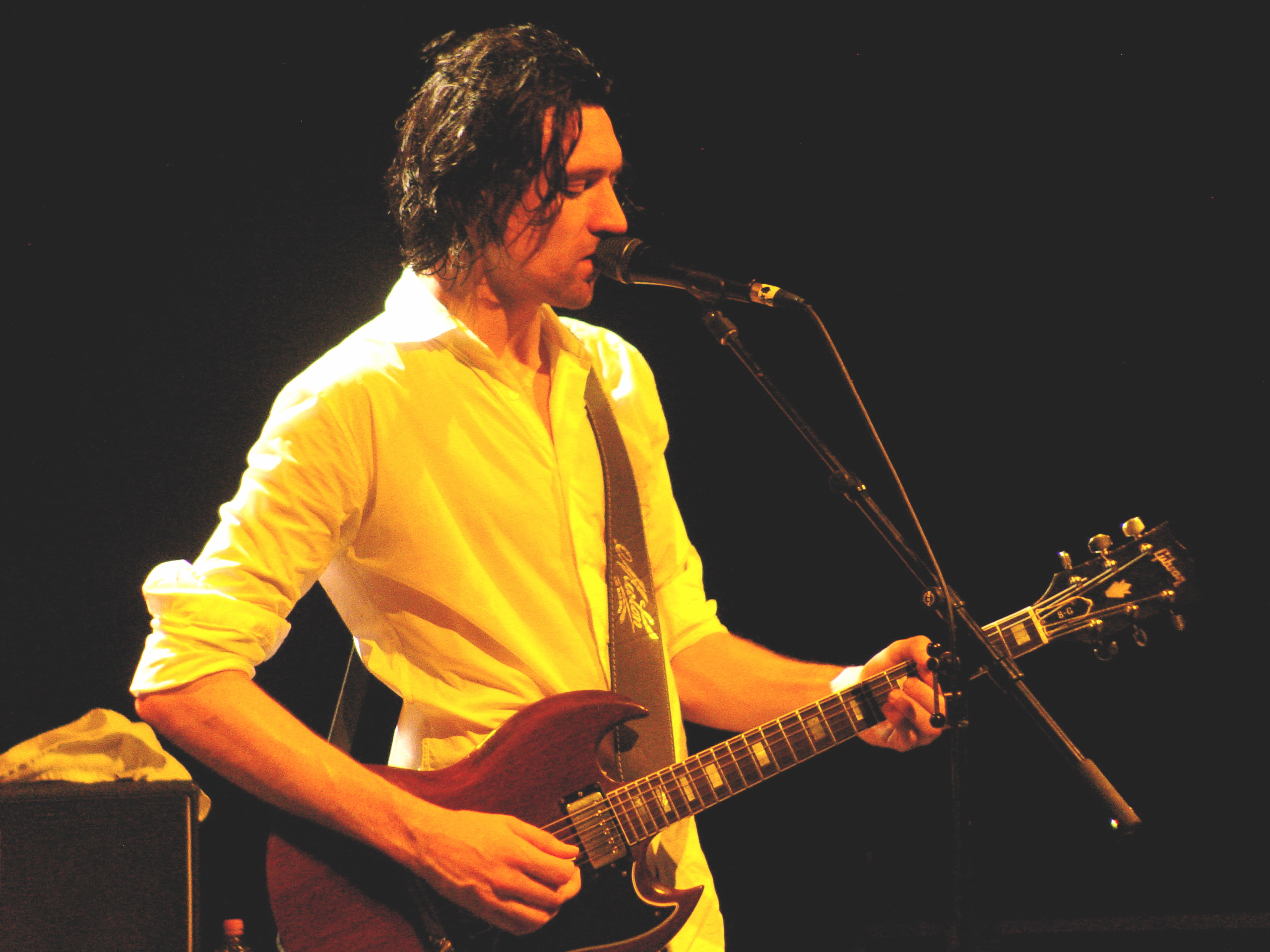
Paul Dempsey, en 2008.

En 2003, ils sont nommés pour quatre prix ARIA pour leur quatrième album, The Official Fiction, qui a également atteint le statut de platine. Something for Kate a des fans très dédiés qui les suivent un peu à la manière d'une secte. En 2004, Something for Kate se joint à la PETA dans sa lutte contre la cruauté envers les animaux. En effet, le groupe a produit une annonce protestant le Poulet Frit Kentucky (PFK) qui avait été reconnu pour la cruauté envers les animaux.
Par la suite, en 2007, le groupe signa une pétition de la PETA qui dénonçait la cruauté faite aux phoques dans le Nord du Canada.
Leur nouvel album, Desert Lights, est lancé le 1er juillet 2006, et commence directement par être numéro un des ARIA Charts puis est certifié disque d'or dès la fin du mois. Ils sont un des groupes alternatif/rock australiens les plus populaires et durables depuis les deux dernières décennies. En 2007, le groupe lance sa première compilation de ses meilleures chansons intitulée The Murmur Years - The Best of Something For Kate 1996-2007. En 2008, Paul Dempsey écrivait et lançait son premier album solo. Dempsey lance un projet solo, Scared of Horses: An Empty Flight, entre les albums Elsewhere for 8 Minutes et Beautiful Sharks, qui comprend les voix d'un bon nombre de personnalités de différents groupes indie. En avril 2009, l'enregistrement pour le premier album solo de Paul Dempsey est complété. La sortie de cet album est prévue pour plus tard cette année, sous la bannière EMI.

### Après pause (depuis 2012)
En mi-2012, Something for Kate met un terme à son contrat, six ans après la sortie de son dernier album. Ils travaillent sur Leave Your Soul to Science (septembre 2012) à Dallas avec John Congleton (Okkervil River, Shearwater, the New Pornographers) à la coproduction.

## Membres

### Anciens membres
- Julian Carroll - basse (1995-1997)
- Toby Ralph - basse (1997-1998)

### Membres de tournée
- Wally Gunn - guitare rythmique, claviers
- Phillip « Pip » Branson - guitare rythmique, violon
- Simon Burke - claviers
- Anthony Petrucci - guitare rythmique
- John Hedigan - guitare[20]

## Discographie

### Albums studio
- 1997 : Elsewhere for 8 Minutes
- 1999 : Beautiful Sharks
- 2000 : Q & A with Dean Martin
- 2001 : Echolalia
- 2003 : The Official Fiction
- 2004 : Phantom Limbs:Selected B-Sides
- 2006 : Desert Lights
- 2007 : iTunes Originals - Something for Kate
- 2007 : 'The Murmur Years
- 2008 : Live at the Corner
- 2012 : Leave Your Soul to Science

### EP
- 1996 : ...Answer to Both Your Questions
- 1997 : Intermission

### Singles
- 1996 : Dean Martin
- 1997 : Captain (Million Miles an Hour) (de Elsewhere for 8 Minutes)
- 1997 : Captain (Million Miles an Hour) (Ltd Edition) (de Elsewhere for 8 Minutes)
- 1997 : Prick (de Elsewhere for 8 Minutes)
- 1998 : Working Against Me (de Elsewhere for 8 Minutes)
- 1998 : Roll Credit (de Elsewhere for 8 Minutes)
- 1998 : Harpoon/Clint (1998) (split face A avec Jebediah ; deux versions différentes ont été lancées, en version vinyle, et une autre version sur le disque de Jebediah (Harpoon EP), les deux avec des pochettes d'album différentes.
- 1999 : Electricity (Beautiful Sharks)
- 1999 : Hallways(Beautiful Sharks)
- 1999 : Whatever You Want(Beautiful Sharks)
- 2000 : The Astronaut(Beautiful Sharks)
- 2001 : Monsters (Echolalia)
- 2001 : Three Dimensions (Echolalia)
- 2001 : Twenty Years (Echolalia)
- 2002 : Say Something (Echolalia)
- 2003 : Deja Vu (The Official Fiction)
- 2003 : Song for a Sleepwalker (The Official Fiction)
- 2003 : Best Weapon (The Official Fiction)
- 2004 : Moving Right Along (The Official Fiction)
- 2006 : Cigarettes and Suitcases (Desert Lights)
- 2006 : Oh Kamikaze (Desert Lights)
- 2007 : California (Desert Lights)
- 2007 : The Futurist (The Murmur Years).

### Compilations
- 1999 : Ordinary World (sur la compilation Undone - A Tribute to Duran Duran)
- 1999 : Dreamworld (sur la compilation  The Power and the Passion - A Tribute to Midnight Oil)
- 2007 : When the War Is Over (sur la compilation  Standing on the Outside - The Songs of Cold Chisel)

### Reprises
- Truly par Hazel
- Genie in a Bottle par Christina Aguilera
- The One I Love par R.E.M.
- I Won't Back Down par Tom Petty
- Ashes to Ashes par David Bowie
- Dreamworld par Midnight Oil
- Ordinary World par Duran Duran
- Harpoon par Jebediah
- Hanging on the Telephone par Blondie
- The Killing Moon par Echo and the Bunnymen
- Feel like the Bad Guy Midget
- I Got You Split Enz
- Rock the Casbah de the Clash
- Close To Me par The Cure
- Born To Run par Bruce Springsteen
- Sunglasses at Night par Corey Hart
- Instant Street par Deus ; reprise par Paul Dempsey (solo)
- If I can't change your mind par Sugar ; reprise par Paul Dempsey (solo)
- Refugee par Tom Petty
- Don't get me wrong par The Pretenders ; reprise par Paul Dempsey (solo)
- Ship of Fools par World Party ; reprise par Paul Dempsey (solo)
- When the War is Over par Cold Chisel
- Grounded par Pavement
- Everybody Knows par Leonard Cohen
- What Jail Is Like par The Afghan Whigs ; reprise par Paul Dempsey (solo)
- Time to Pretend par MGMT ; reprise par Paul Dempsey (solo)
- Bette Davis Eyes par Kim Carnes ; reprise par Paul Dempsey (solo)
- So Like Candy par Elvis Costello ; reprise par Paul Dempsey (solo)

## Vidéographie
Tous les vidéoclips sont réalisés par Bart Boghesi, sauf si indication contraire. Il y a eu deux lancements vidéos officiels, un vidéo VHS simple intitulé  
Big Screen Television (aussi référé comme The World According to Bart), et un DVD intitulé A Diversion. Le DVD comprend un court métrage avec une bande sonore composée par Paul Dempsey, et 29 vidéoclips live provenant de différents concerts. Les clips de Subject to Change et Whatever you Want, avec la version live de Truly (enregistrée à la UNSW Roundhouse), apparaissent sur Big Screen Television.
- "Subject to Change"
- "Dean Martin"
- "Captain" (1997)
- "Prick" (1997) - Dirigé par Toby Ralph
- "Working Against Me" (1998)
- "Roll Credit" - Première apparence de Stephanie Ashworth
- "Electricity" (1999)
- "Hallways" (1999)
- "Whatever You Want" (1999)
- "The Astronaut" (2000) - Dirigé par Morgan Christie
- "Monsters" (2001)
- "Three Dimensions" (2001)
- "Twenty Years" (2001)
- "Say Something" (2002) - Dirigé par Morgan Christie
- "You Only Hide" (2002) - Ce vidéoclip apparaît sur le DVD du groupe en tant qu'extra
- "Déjà Vu" (2003) - Dirigé par Grant Marshall
- "Song For A Sleepwalker" (2003)
- "Best Weapon" (2003) - Il s'agissait d'un single non commercial et le clip du film montre le groupe qui joue live au Enmore Theatre à Sydney
- "Moving Right Along" (2004) - Dirigé par Rupert Glasson
- "Cigarettes And Suitcases" (2006) - Dirigé par Matt Weston de Syndicate Films
- "Oh Kamikaze" (2006)
- "California" (2007)
- "The Futurist" (2007)